# Assemblée parlementaire de l'OSCE
Pour les articles homonymes, voir Assemblée parlementaire.
Ne doit pas être confondu avec Assemblée parlementaire du Conseil de l'Europe, Assemblée de l'Union de l'Europe occidentale ou Parlement européen.
 (janvier 2025).
Si vous disposez d'ouvrages ou d'articles de référence ou si vous connaissez des sites web de qualité traitant du thème abordé ici, merci de compléter l'article en donnant les références utiles à sa vérifiabilité et en les liant à la section « Notes et références ».
L’Assemblée parlementaire de l’OSCE (AP-OSCE) est une institution de l’Organisation pour la sécurité et la coopération en Europe. La mission principale de l’Assemblée, composée de 323 membres, est de faciliter le dialogue interparlementaire, un aspect primordial de l’effort global déployé en vue de répondre aux défis de la démocratie au sein des 57 États participants d’Amérique du Nord et d’Eurasie.
Reconnue au titre d’un accord régional en vertu de la Charte des Nations unies, l’OSCE constitue un outil de base pour la détection et la prévention des conflits, la gestion des crises et la réadaptation des collectivités touchées dans sa zone d’influence. L’Assemblée parlementaire, créée par la Charte de Paris de 1990 afin de promouvoir une plus grande implication des parlements nationaux au sein de l’OSCE, est la plus ancienne des institutions de l’OSCE.

## Le travail des parlementaires
Les membres de l’Assemblée parlementaire représentent leur parlement national respectif et se réunissent plusieurs fois par an pour débattre d’une multitude de sujets relatifs au but ultime de l’OSCE : la sécurité humaine pour tous dans la zone d’influence de l’OSCE. En tant que représentants élus par les citoyens des Etats membres de l’OSCE, les parlementaires jouent un rôle important pour maintenir la sécurité et la stabilité dans la région.
Les parlementaires débattent, votent, et adoptent des déclarations et des résolutions relatives à la promotion des droits humains et des libertés fondamentales, à la coopération économique et environnementale, et aux enjeux politico-militaires.
Que ce soit en observant une élection à l’étranger, en débattant des politiques de l’OSCE dans leur propre parlement, ou en partageant leur expérience avec leur ministère des Affaires étrangères ou des membres d’un gouvernement étranger en visite, les parlementaires renforcent la visibilité et la crédibilité de l’OSCE. Ces élus accroissent naturellement la stature de l’OSCE, en particulier en matière d’observation électorale.
Parce qu’ils sont élus, les parlementaires de l’OSCE jouissent de certains avantages et d’une indépendance qui peuvent parfois ouvrir la porte du dialogue qui pourrait rester fermée à des représentants gouvernementaux. Lorsque les tensions régionales se font sentir, des réunions multilatérales entre parlementaires peuvent favoriser la communication et faire la promotion de solutions pacifiques.
L’Assemblée organise régulièrement des séminaires thématiques et des conférences afin d’inciter le dialogue interparlementaire, d’examiner la mise en œuvre des engagements pris par l’OSCE, et d’échanger des opinions avec des experts internationaux. Ces événements prêtent une attention particulière sur des sujets comme les minorités, les migrations, le crime organisé, et la liberté de religion, de même que des sujets régionaux, dont la sécurité dans le Caucase, le dialogue parlementaire trans-asiatique, les développements démocratiques dans le bassin méditerranéen, la sécurité environnementale dans l’Arctique, et les progrès économiques en Europe du Sud-Est.

## Missions d’observation électorale
Plus de 5000 parlementaires de l’OSCE ont observé plus de 130 élections depuis 1993, contribuant ainsi à établir l’OSCE en tant que modèle d’excellence en matière d’observation électorale. Lorsque l’Assemblée parlementaire observe une élection, la Présidence en exercice de l’OSCE nomme comme coordinateur spécial l’un des principaux membres de l’Assemblée. Celui-ci est alors chargé de mener les observateurs de courte durée de l’OSCE et de présenter la déclaration de la mission d’observation électorale au nom de l’ensemble de l’Organisation. L’Assemblée parlementaire interagit régulièrement, de manière formelle et informelle, avec les autres institutions de l’OSCE.

## Partenaires
L’Assemblée est représentée à chaque niveau des réunions officielles de l’OSCE et entretient d’étroites relations de travail avec la présidence en exercice de l’OSCE, le secrétaire général, d’autres structures et institutions de l’OSCE à Vienne, Varsovie, et la Haye, ainsi qu’avec les missions de terrain de l’OSCE.
L’Assemblée a également développé une large collaboration avec l’Assemblée parlementaire du Conseil de l’Europe, l’Assemblée parlementaire de l’Otan, l’Union interparlementaire, le Parlement européen, et l’Assemblée interparlementaire de la Communauté des États indépendants, qui tous jouissent du statut d’observateur officiel au sein de l’Assemblée parlementaire de l’OSCE.

## Sessions
Chaque année au mois de juillet, l’Assemblée parlementaire de l’OSCE se réunit pour sa session annuelle, lors de laquelle ses membres élisent les membres du bureau de l’Assemblée et adoptent des déclarations et des résolutions qui alimentent les travaux de l’OSCE et des parlements nationaux. Des recommandations contenues dans des déclarations passées ont ainsi conduit à la création du représentant de l’OSCE sur la liberté des médias et du Coordinateur des activités économiques et environnementales de l’OSCE.
Chaque année au mois de février, les membres de l’Assemblée parlementaire se réunissent pour une réunion d’hiver à Vienne, offrant ainsi à l’Assemblée la possibilité d’interagir directement avec la partie gouvernementale de l’OSCE.

## Les travaux de l’Assemblée – les commissions
La commission permanente, composée des chefs de délégation et des membres du bureau, approuve le budget, nomme le secrétaire général, et guide les travaux de l’Assemblée parlementaire.
Les travaux de l’Assemblée parlementaire sont divisés en trois commissions générales, qui correspondent dans les grandes lignes aux trois grands axes de l’Acte final d’Helsinki.
I. Commission des affaires politiques et de la sécurité
II. Commission des affaires économiques, de la science, de la technologie et de l’environnement
III. Commission de la démocratie, des droits de l’homme et des questions humanitaires
Les membres des commissions générales élisent un président, un vice-président et un rapporteur général pour un mandat d’un an.

## Composition du bureau
Le bureau est composé du président, des neuf vice-présidents, du trésorier, et des membres du bureau des trois commissions générales. Le président émérite (président sortant) est également membre de droit du bureau, mais n’est pas habilité à voter. Le Bureau prend des décisions par une majorité des deux-tiers et est chargé de s’assurer que les décisions de la commission permanente soient exécutées.

## Les représentants spéciaux
Nommés par le président, les représentants spéciaux couvrent l’Afghanistan, les affaires méditerranéennes, les questions de genre, le trafic d’êtres humains, l’Europe du Sud-Est, le budget de l’OSCE, la lutte contre le terrorisme, les questions frontalières, l'Arctique, la région de la mer Baltique, ainsi que l’antisémitisme, le racisme et l’intolérance.

## Commissions spéciales
Mises en place par la Commission permanente, les commissions spéciales portent une attention accrue sur des sujets tels que la Biélorussie et la Moldavie, ou la transparence et la responsabilité au sein de l’OSCE.

## Le secrétariat international
Sous la direction du secrétaire général (actuellement Roberto Montella - Italie), le secrétariat international assiste le président et la direction de l’Assemblée parlementaire, et organise toutes les réunions, missions d’observation électorale et visites diplomatiques.
Le secrétariat international est composé de 18 employés permanents et de huit chargés de recherche répartis entre le siège mis à disposition par le Parlement danois à Copenhague et un bureau de liaison à Vienne.
Le siège et le bureau de liaison fonctionnent comme des missions diplomatiques internationales. Les représentants du bureau de liaison participent aux réunions de la structure exécutive de l’OSCE, y compris les réunions régulières du Conseil permanent. Le secrétariat sert de lien de communication entre les délégations nationales et les institutions de l’OSCE et de centre d’information pour les membres de l’Assemblée parlementaire et le public en général.

## Président de l’Assemblée parlementaire de l’OSCE
Au cours de chaque session annuelle, l’Assemblée parlementaire de l’OSCE élit un président qui agit en tant que plus haut représentant de l’Assemblée, nomme les Représentants spéciaux sur des sujets spécifiques, recommande au président de l’OSCE les chefs des missions d'observation électorale de l'OSCE et préside les réunions de l'Assemblée. Le président est élu pour un an et peut être réélu pour un second mandat.
En juin 2014 à Bakou, Illka Kanerva (Finlande) a été élu président de l’Assemblée parlementaire. Il a été réélu en juillet 2015. Kanerva est la première personne à avoir été président de l’AP-OSCE et président en exercice de l’OSCE (2008) dans l’histoire de l’Organisation.
Élu pour la première fois en 1975 au Parlement finlandais, Kanerva a exercé un certain nombre de fonctions importantes, comme ministre des Finances, ministre des Transports, Premier ministre adjoint, ministre des Affaires étrangères, vice-président du Parlement, et président de la commission parlementaire de défense.
Kanerva était chef de la délégation finlandaise auprès de l’AP-OSCE de 2003 à 2007, et depuis 2008. Élu vice-président de l’Assemblée en 2013, il a aussi été membre du sous-comité de l’AP-OSCE sur les règles de procédure et co-président du projet Helsinki +40 de l’AP-OSCE.

## Secrétaire général de l’AP-OSCE

### Responsabilités générales
Le secrétaire général tient responsabilité générale de gestion des affaires de l’Assemblée, en assurant l’efficacité du Secrétariat et en supervisant les bureaux de Copenhague et de Vienne, ainsi qu’en exécutant les décisions du bureau, de la commission permanente et de l’Assemblée. Il présente un rapport au président, au bureau et à la Commission permanente au cours des sessions annuelles de l’Assemblée et des autres réunions.
Le secrétaire général nomme et dirige le personnel du secrétariat et travaille avec le trésorier pour préparer et administrer le budget de l’Assemblée. De concert avec le trésorier, il est responsable de la gestion des ressources financières de l’Assemblée.
Il représente l’Assemblée au cours de différentes réunions officielles de l’OSCE et d’autres réunions et fonctions. Il maintient un contact régulier avec les membres du bureau, les présidents et secrétaires de délégations, et les employés des autres institutions de l’OSCE. Il communique régulièrement avec les secrétaires généraux des autres organes interparlementaires.

### Secrétaire général (actuel)

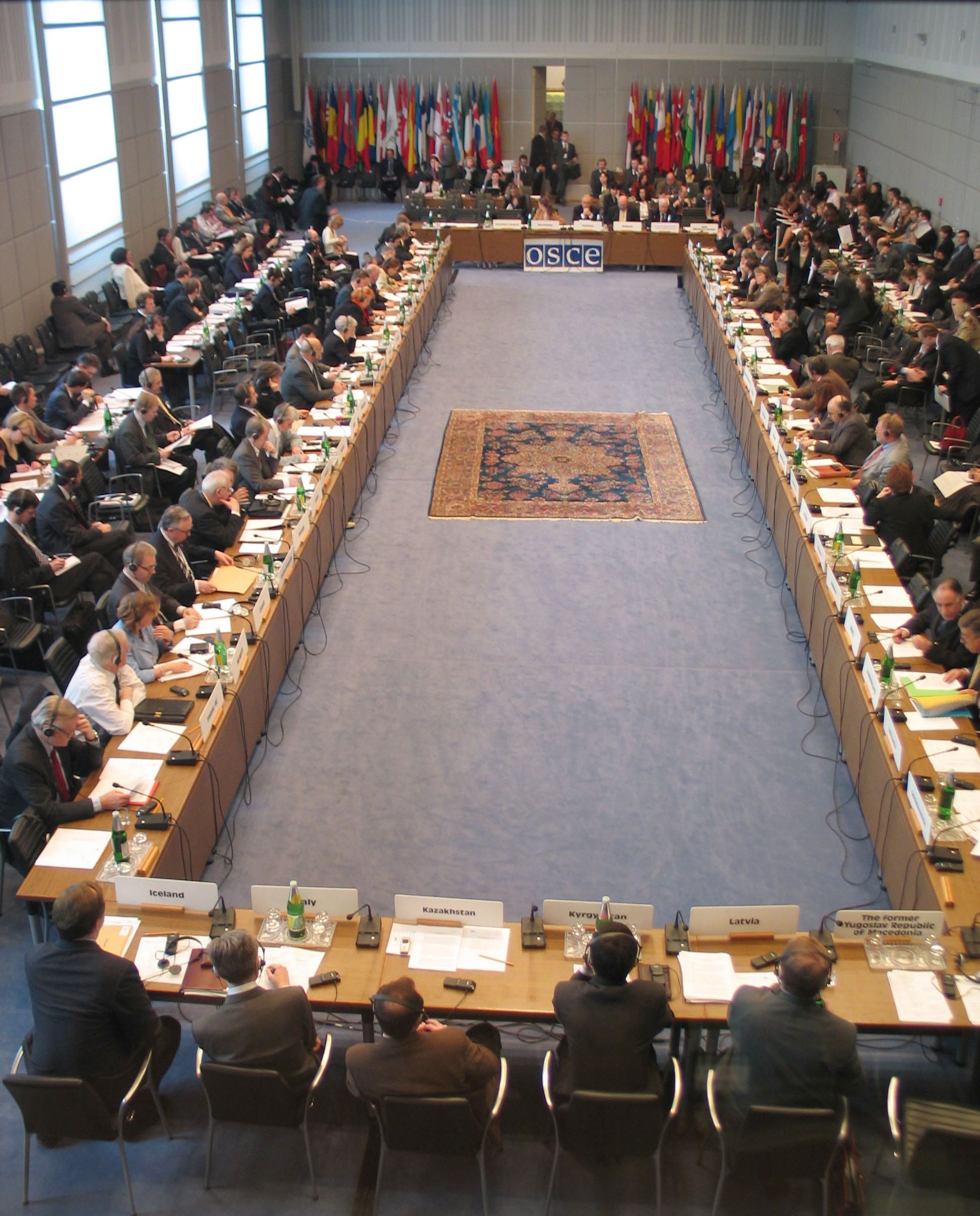
Salle de conférence

Depuis le 1er janvier 2016, Roberto Montella (Italie) a succédé à Spencer Oliver (États-Unis) après son élection lors de la session annuelle de l’AP-OSCE à Helsinki. Il occupait auparavant la fonction de directeur de l’administration présidentielle au secrétariat de l’Assemblée parlementaire.
Montella a exercé différentes fonctions dans des missions de terrain de l’OSCE en Bosnie-Herzégovine, au Kosovo, en Serbie-et-Monténégro, remplissant un certain nombre de taches de conseil, de renforcement de la paix et de gestion. Il a aussi été directeur du bureau régional de l’OSCE en Serbie du sud et directeur du Centre européen pour les questions de minorités au Kosovo.
Montella a pris part à de nombreuses missions d’observation électorale dans la région de l’OSCE et du Moyen-Orient, y compris en tant que coordinateur des observateurs électoraux de long terme pour le Carter Center. Il a été le conseiller politique d’un sénateur italien et d’un vice-président de l’Assemblée parlementaire du Conseil de l’Europe, parmi d’autres responsabilités. Il a également de l’expérience dans le domaine des campagnes électorales et dans le monde de l’entreprise.

Montella, en plus de l’italien, parle couramment français, anglais et serbe.

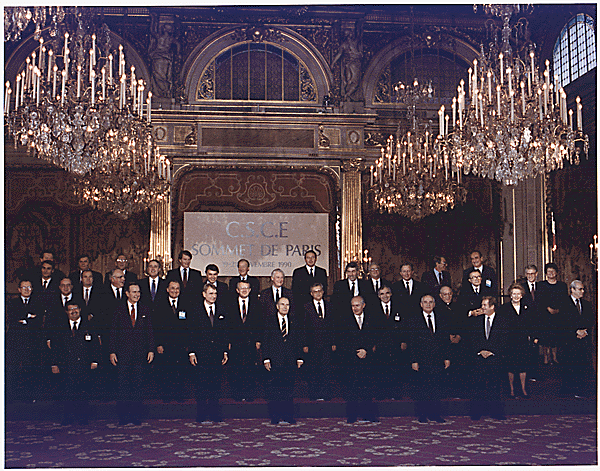
Conférence européenne (Commission on Security and Cooperation in Europe), 1990, palais de l'Élysée à Paris

## Présidence
L'Assemblée s'est dotée d'un règlement. Les travaux de l'Assemblée ont été successivement dirigés par :
- 1991-1992 :  Félix Pons, socialiste, président du Congrès des députés, à titre provisoire
- 1992-1994 :  Ilkka Suominen, conservateur, président du Parlement
- 1994-1996 :  Frank Swaelen, démocrate-chrétien, président du Sénat
- 1996-1998 :  Javier Ruperez, parti populaire, diplomate, président de la Commission des affaires étrangères
- 1998-2000 :  Helle Degn, socialiste, ancien ministre, présidente de la Commission des affaires étrangères
- 2000-2002 :  Adrian Severin, socialiste, ancien ministre des affaires étrangères
- 2002-2004 :  Bruce George, travailliste, président de la Commission de la défense de la Chambre des communes
- 2004-2006 :  Alcee Hastings, démocrate, fut le premier juge d'origine africaine de Floride
- 2006-2008 :  Göran Lennmarker, conservateur
- 2008-2010 :  Joao Soares, socialiste
- 2010-2012 :  Petros Efthymiou, socialiste
- 2012-2013 :  Riccardo Migliori
- 2013-2013 :  Wolfgang Grossruck
- 2013-2014 :  Ranko Krivokapic
- 2014-2016 :  Ilkka Kanerva, conservateur
- 2016-2017 :  Christine Muttonen
- 2017-2020 :  George Tsereteli
- 2020-2021 :  Peter Bowness, membre de la Chambre des lords, Crossbencher
- 2021-2023 :  Margareta Cederfelt, membre des Modérés
- 2023- :  Pia Kauma, membre du Parti de la coalition nationale

## Sessions annuelles
Les sessions annuelles se sont déroulées à :
- Madrid, session constitutive (1991)
- Budapest, 1re session (1992)
- Helsinki, 2e session (1993)
- Vienne, 3e session (1994)
- Ottawa, 4e session (1995)
- Stockholm, 5e session (1996)
- Varsovie, 6e session (1997)
- Copenhague, 7e session (1998)
- Saint-Pétersbourg, 8e session (1999)
- Bucarest, 9e session (2000)
- Paris, 10e session (2001)
- Berlin, 11e session (2002)
- Rotterdam, 12e session (2003)
- Édimbourg, 13e session (2004)
- Washington, 14e session (2005)
- Bruxelles, 15e session (2006)
- Kiev, 16e session (2007)
- Astana, 17e session (2008)
- Vilnius, 18e session (2009)
- Oslo, 19e session (2010)
- Belgrade, 20e session (2011)
- Monaco, 21e session (2012)
- Istanbul, 22e session (2013)
- Bakou, 23e session (2014)
- Helsinki, 24e session (2015)
- Tbilissi, 25e session (2016)
- Minsk, 26e session (2017)
- Berlin, 27e session (2018)
- Luxembourg, 28e session (2019)
- Birmingham, 29e session (2022)
- Vancouver, 30e session (2023)
- Bucarest, 31e session (2024)
- Porto, 32e session (2025)

## Parlementaires des États-membres

### Suisse
- Josef Dittli[1]
- Alex Kuprecht
- Filippo Lombardi
- Margret Kiener Nellen
- Andreas Aebi
- Hugues Hiltpold